# Palazzo Muselli
Palazzo Muselli è un edificio civile situato in corso Cavour a Verona, tra palazzo Canossa e palazzo Portalupi.

## Storia
Voluto dalla famiglia Muselli (una delle più ricche della Verona del XVII secolo) come sede di rappresentanza, il palazzo assunse le forme attuali nel 1662, anche se fu poi interessato da un'importante modifica ottocentesca secondo il gusto neoclassico. Nel tempo il palazzo è stato proprietà delle famiglie Marioni, Perez e Pompei, prima di passare all'INPS e infine alla Banca d'Italia, che l'ha utilizzato per un breve periodo come propria sede veronese, fino al trasferimento nell'adiacente palazzo Portalupi. L'edificio fu gravemente danneggiato durante la ritirata tedesca da Verona al termine della seconda guerra mondiale, per essere poi restaurato dagli ultimi proprietari (INPS e Banca d'Italia).

## Descrizione

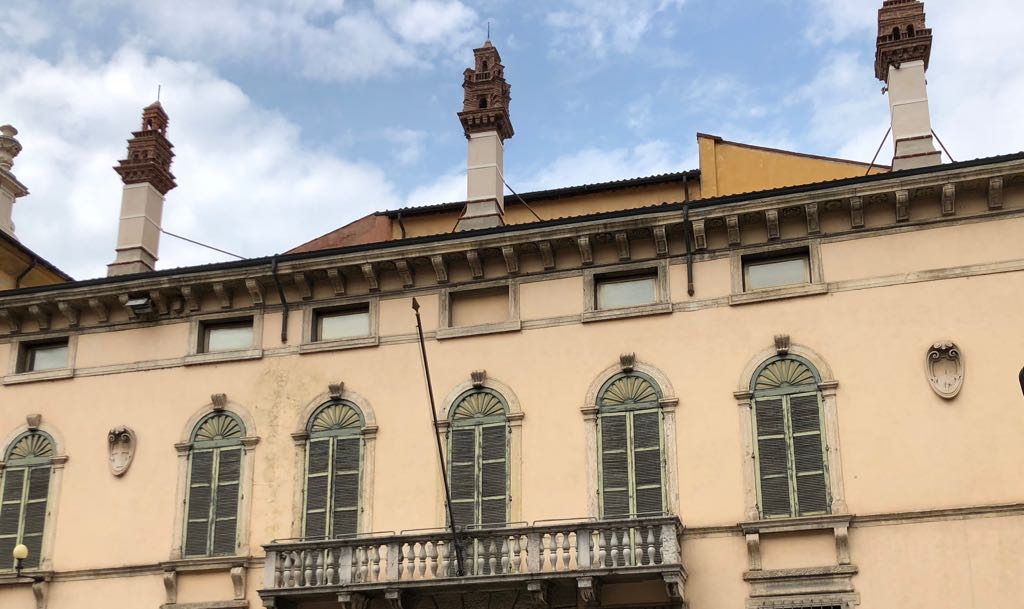
Dettaglio superiore con i caratteristici camini a torre

In stile neoclassico, il piano terra è caratterizzato da finestre rettangolari con inferriate e da un elegante portale con arco in bugnato. Il piano nobile, invece, presenta finestroni terminanti in arco a tutto sesto e una balconata centrale, mentre all'ultimo livello è presente un mezzanino con piccole aperture. Particolarmente caratteristici sono i tre maestosi camini a torre che si stagliano sul tetto.
All'interno del palazzo sono degni di nota l'atrio d'ingresso, un salotto decorato a stucchi e soprattutto un salone al piano nobile il cui soffitto è decorato da un affresco di Louis Dorigny raffigurante la battaglia di Ponte Milvio, addirittura ritenuto da alcuni come scomparso. Vi è infine una sala dedicata al Congresso di Verona del 1822.

## Collezione Muselli
La famiglia Muselli, ma in particolare Giacomo Muselli, nel XVII secolo aveva raccolto nel palazzo una pregiatissima collezione d'arte con opere di autori del calibro di Tiziano, Veronese, Giovanni Bellini, Pieter Bruegel il Vecchio, Lucas Cranach, Parmigianino e Michelangelo. Negli anni, tuttavia, gli eredi vendettero tutte le opere, per cui oggi sono raccolte in prestigiosi musei di tutt'Europa.